# Pićan
Pićan (čakavski: Pićon, talijanski: Pedena) je općina u Hrvatskoj. Nalazi se u Istarskoj županiji. 

## Općinska naselja
U sastavu općine je 10 naselja (stanje 2006.), to su: Grobnik, Jakomići, Krbune, Kukurini, Montovani, Orič, Pićan, Sveta Katarina, Tupljak i Zajci.

## Stanovništvo
| broj stanovnika | 2865  | 2961  | 3092  | 3056  | 3183  | 3399  | 3411  | 3607  | 3498  | 3351  | 2999  | 2603  | 2346  | 2133  | 1997  | 1827  | 1722  |
|                 | 1857. | 1869. | 1880. | 1890. | 1900. | 1910. | 1921. | 1931. | 1948. | 1953. | 1961. | 1971. | 1981. | 1991. | 2001. | 2011. | 2021. |

| broj stanovnika | 2004  | 2072  | 767   | 508   | 615   | 615   | 2469  | 2660  | 457   | 403   | 385   | 311   | 296   | 316   | 315   | 281   | 304   |
|                 | 1857. | 1869. | 1880. | 1890. | 1900. | 1910. | 1921. | 1931. | 1948. | 1953. | 1961. | 1971. | 1981. | 1991. | 2001. | 2011. | 2021. |

## Povijest
Pićan je bio sjedište Pićanske biskupije koja danas postoji u obliku naslovne biskupije.
Ima znakova da se jedan od smjerova puljske Slavenske ceste doticao Pićna. Na tom se području negdje spajala sa srednjovjekovnom cestom koja je iz Poreča preko Pazina dolazila u to mjesto, odakle je prelazila (ili obilazila) Učku.

## Poznate osobe
- Jurij Slatkonja, pićanski i bečki biskup
- Matko Brajša,  hrvatski skladatelj, melograf, zborovođa
- Sebastijan Glavinić de Glamoč, senjsko-modruški biskup[6]
- Šime Kurelić, hrvatski političar i preporoditelj
- Melchiorre Corelli (Curelich), talijanski povjesničar

## Spomenici i znamenitosti
- Župna crkva Navještenja Blažene Djevice Marije
- Crkveni zvonik
- Bivša biskupska palača
- Kip sv. Ivana Nepomuka
- Crkvica sv. Roka
- Crkvica sv. Mihovila

## Kultura i obrazovanje
U gradu Pićnu se svake godine od 2005. do 2022. održavao LegendFest, festival istarskih legendi, mitova, narodnih priča i običaja s raznim sadržajima od koncerata i kazališnih predstava na otvorenom do performansa i izložbi slika fantastične tematike i tako dalje traje dva dana. Festival 2023. mijenja ime i brend u Šćorice.